# IFK Oskarshamn
IFK Oskarshamn, bildad 1904, är en idrottsförening i Oskarshamn i Sverige. I fotboll för herrar spelar man numera i Division IV elit, men har som bäst spelat 36 säsonger i Sveriges tredje högsta division. Grundare och förste ordförande var skeppsredare Arthur Wingren från Oskarshamn som senare samma år, 1904, även grundade IFK Göteborg.

Spelardräkten var ursprungligen röd tröja och gula byxor. 